# Museu do Reggae Maranhão
O Museu do Reggae Maranhão é o primeiro museu temático de reggae fora da Jamaica e o segundo do mundo, localizado no Centro Histórico de São Luís. 

## Histórico
Foi fundado em 18 de janeiro de 2018. O museu tem como objetivo materializar as memórias do ritmo jamaicano que conquistou o Maranhão. 
São Luís é considerada também a capital do reggae no Brasil, o que valeu o apelido de Jamaica brasileira, também pelo sucesso do reggae maranhense. A cidade conta com mais de 200 radiolas, nome dado às equipes de sons formadas por DJs e aparelhagens com dezenas de potentes caixas amplificadoras empilhadas. 
Diversas narrativas buscam explicar como o reggae se incorporou à cultura local. Segundo alguns relatos, desde a década de 70, algumas pessoas conseguiam captar ondas-curtas de rádios caribenhas, em razão da proximidade geográfica. Posteriormente, turistas, emigrantes e marinheiros da zona portuária da cidade também influenciariam na introdução do ritmo no estado.
Nas décadas de 80 e 90, a chamada massa regueira começa a lotar os bailes pela periferia de São Luís. Em 1984, surge o primeiro programa de rádio dedicado exclusivamente ao reggae, e posteriormente ganha programas de televisão locais, como o Conexão Jamaica, da TV Difusora. Também foram formadas as primeiras bandas locais, como a Tribo de Jah.
O reggae tocado em São Luís apresenta características próprias em relação ao reggae jamaicano, buscando um ritmo mais cadenciado, romântico e sensual. A forma de dançar ("agarradinho") também é típica da região. Alguns pesquisadores defendem que o estilo do ritmo tem uma batida parecida com ritmos folclóricos locais, como o bumba-meu-boi e o tambor de criola. Algumas músicas são conhecidas como "melô" ou “pedra”, no hit parade local. 
No Centro Histórico de São Luís, há um roteiro turístico em que um guia especializado conduz os visitantes aos lugares que foram representativos para a história do reggae, com apresentação de grupo de dança do ritmo. A Praça do Reggae (esquina das ruas de Nazaré e da Estrela, no Centro Histórico) também recebe atrações musicais.
No primeiro ano de funcionamento, o museu recebeu 50 mil visitantes, dos quais 20 mil eram turistas. 

## Acervo

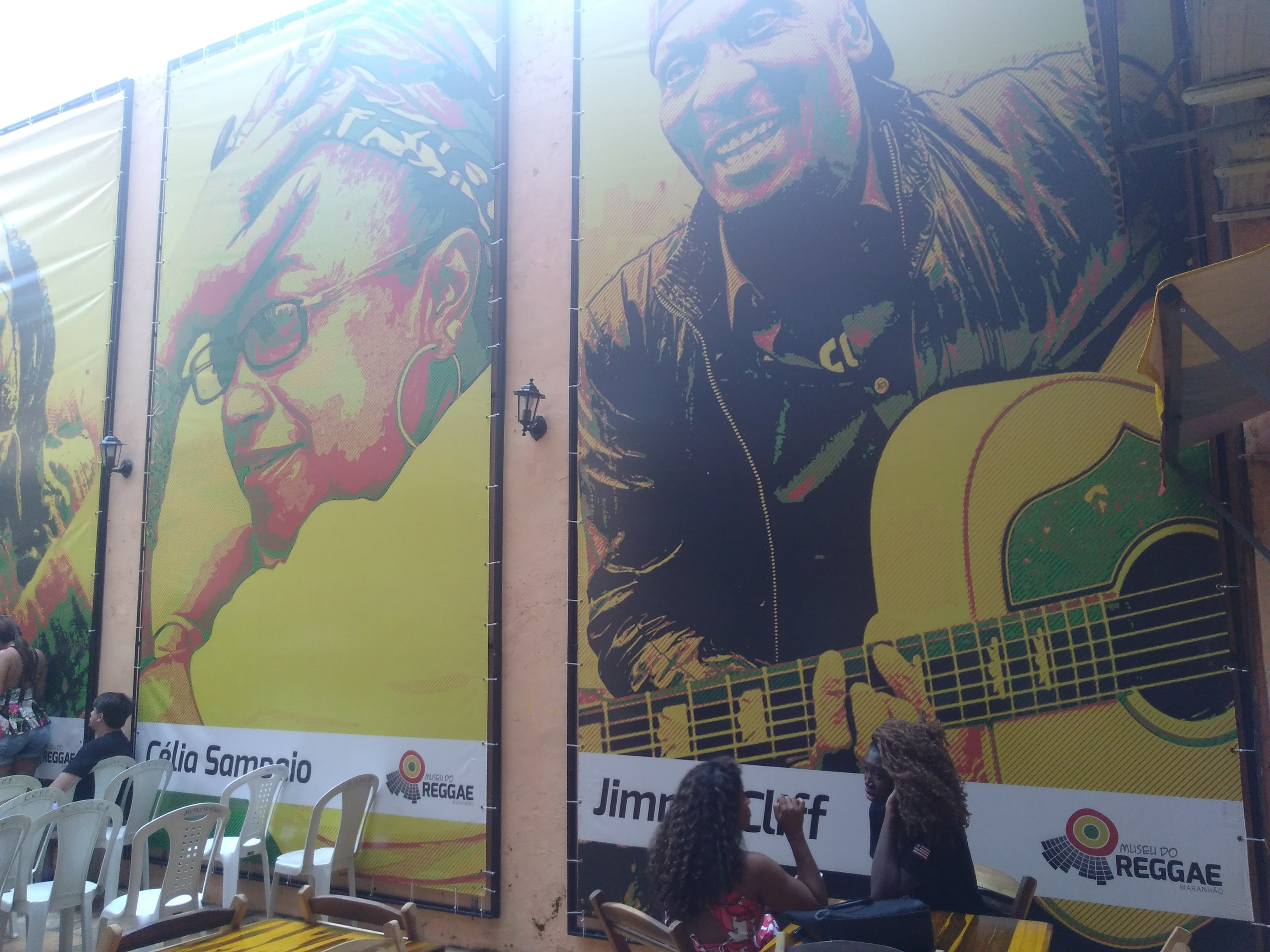
Área externa com painéis de grandes nomes do reggae.

O projeto arquitetônico tem como função homenagear Bob Marley, maior ícone do reggae no mundo, e foi pintado com as cores do ritmo: amarelo, verde e vermelho.
O Museu do Reggae do Maranhão conta com cinco ambientes. Na Sala dos Imortais, o espaço busca homenagear os grandes nomes do reggae maranhense que já morreram. Nos outros quatro ambientes, homenageia-se os tradicionais clubes de reggae de São Luís: Clube Pop Som, Clube Toque de Amor, Clube União do BF e Clube Espaço Aberto.
O público pode ter contato com discos raros, vídeos e fotos históricas, moda reggae ao longo do tempo, além de depoimentos gravados com personagens da cena reggae. Também compõem o acervo imaterial e digitalizado do museu  livros, artigos, teses e dissertações, na Biblioteca do Reggae, possibilitando a realização de pesquisas, além do café do museu, o Roots Café.
O museu conta com relíquias do reggae, como uma guitarra da banda maranhense Tribo de Jah, usada pela banda em mais de 20 países, fazendo parte da história do grupo, tendo sido usada nas primeiras gravações de suas músicas e em grandes shows nacionais e internacionais. Encontra-se presente a radiola “Voz de Ouro Canarinho”, de Edmilson Tomé da Costa, mais conhecido como Serralheiro, que foi um dos pioneiros do reggae no Maranhão, e disseminador do gênero musical nos anos de 1970.
O espaço conta com estrutura para a realização de shows, festivais musicais, encontros, oficinas e aulas de dança.
O museu busca permitir que seus visitantes possam sentir a experiência de estar em uma festa de reggae em um de seus ambientes.